# Liste der Stolpersteine in Verl
In der Liste der Stolpersteine in Verl werden die vorhandenen Gedenksteine aufgeführt, die im Rahmen des Projektes Stolpersteine des Künstlers Gunter Demnig in Verl bisher verlegt worden sind.

## Verlegte Stolpersteine
| Adresse                         | Name              | Inschrift | Verlegedatum  | Bild                                               | Anmerkung |
| ------------------------------- | ----------------- | --- | ------------- | -------------------------------------------------- | --- |
| Hauptstraße 33 (Standort)       | Laura Hope        | Hier wohnte Laura Hope geb. Schild Jg. 1866 deportiert 1942 Theresienstadt ermordet 20.8.1942                                | 23. Apr. 2012 | Stolperstein Verl Hauptstraße 33 Laura Hope        | geboren am 21. Dezember 1866 in Geseke |
| Hauptstraße 33 (Standort)       | Anna Wichelhausen | Hier wohnte Anna Wichelhausen geb. Hope Jg. 1892 deportiert 1942 ermordet in Auschwitz                                       | 23. Apr. 2012 | Stolperstein Verl Hauptstraße 33 Anna Wichelhausen | geboren am 9. Oktober 1892 in Verl |
| Hauptstraße 33 (Standort)       | Auguste Altmann   | Hier wohnte Auguste Altmann geb. Hope Jg. 1899 Heimatort verlassen Berlin gedemütigt/entrechtet Flucht in den Tod 26.11.1942 | 23. Apr. 2012 | Stolperstein Verl Hauptstraße 33 Auguste Altmann   | geboren am 28. Januar 1899 in Verl |
| Hauptstraße 33 (Standort)       | Fritz Hope        | Hier wohnte Fritz Hope Jg. 1894 Opfer des Pogroms verhaftet 1938 Buchenwald entlassen Flucht 1940 Brasilien überlebt         | 9. Nov. 2012  | Stolperstein Verl Hauptstraße 33 Fritz Hope        | geboren am 27. Juli 1894 in Verl als Sohn des Kaufmanns Karl Hope und seiner Ehefrau Laura geb. Schild, katholisch getauft am 5. August 1920 in St. Clemens (Hannover) durch Pater Caspar Nink SJ |
| Sender Straße 1 (Standort)      | Richard Max Hope  | Hier wohnte Dr. Richard Max Hope Jg. 1899 deportiert 1941 Minsk Schicksal unbekannt                                          | 23. Apr. 2012 | Stolperstein Verl Sender Straße 1 Richard Max Hope | geboren am 14. Juni 1899 in Verl |
| Sankt-Anna-Straße 15 (Standort) | Otto Hope         | Hier wohnte Otto Hope Jg. 1894 deportiert 1942 Theresienstadt 1943 Auschwitz ermordet                                        | 23. Apr. 2012 | Stolperstein Verl Sankt-Anna-Straße 15 Otto Hope   | geboren am 10. Februar 1894 in Verl |